# Porsche-Diesel Standard N 208
Der Porsche-Diesel Standard N 208 war ein Traktor der Porsche-Diesel Motorenbau GmbH, die ihren Sitz in Friedrichshafen am Bodensee hatte. Der 18 kW leistende stehende luftgekühlte Motor des Porsche-Diesel Standard N 208 zeichnete sich durch seine dreifach-gelagerte Kurbelwelle sowie einem Bosch-Einspritzsystem, der Druckumluftschmierung und einem Fernthermometer aus. Darüber hinaus besaß der circa 1.625 Kilogramm schwere Porsche Traktor ein Radialkühlgebläse und hängende Ventile. Die Drehzahl der Ölpumpe des Standard N 208 lag bei 1250 Umdrehungen pro Minute, während die Fördermenge bei 14,2 Liter pro Minute lag.
Die Hinterräder werden durch die fußbetätigte Trommelbremse gestoppt. Eine feststellbare unabhängige Handbremse wirkt auf das Getriebe des Traktors ein. Die Vorderachse des Standard N 208 zeichnet sich durch ihre Einradfederung aus. Des Weiteren besitzt der Porsche-Diesel-Traktor einen Mähwerksantrieb, der über eine Keilriemenscheibe angetrieben wird. Neben einem ZF-Lenkgetriebe verfügt der Schlepper über eine hebelbetätigte Differenzialsperre sowie eine Hinterachse in Portalbauweise. In die Fahrerplattform des N 208 ist eine gummigefederte Sitzschale sowie ein linker Kotflügelsitz integriert.
Zur Sonderausstattung des Traktors gehörten ein Fritzmeier-Verdeck, eine Kraftstoffanzeige, ein Mähantrieb sowie ein Frontlader. Ferner konnten Käufer des Schleppers eine Uhr, Zusatzradgewichte und eine Riemenscheibe verbauen lassen. Ein Betriebsstundenzähler, Fernthermometer sowie der Vorderradkotflügel gehörten ebenso zum Sonderzubehör.